# Haluzice (Slowakije)

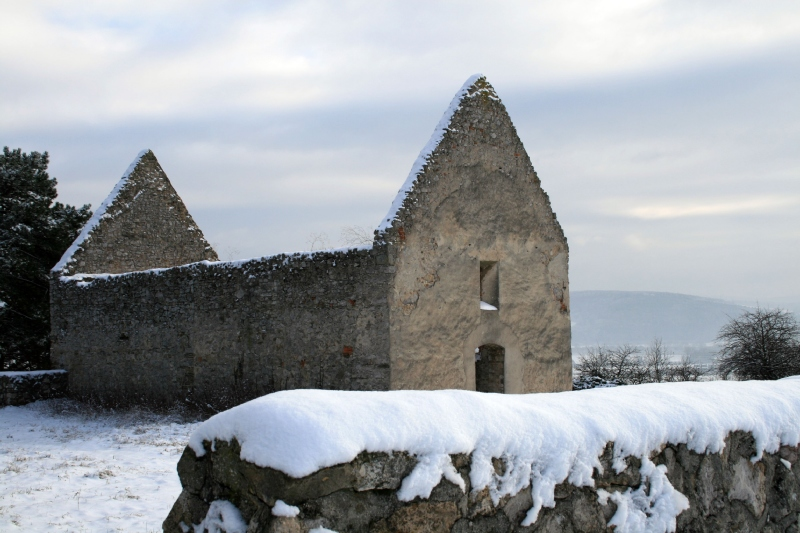
Haluzice

Haluzice (Hongaars: Gallyas) is een Slowaakse gemeente in de regio Trenčín, en maakt deel uit van het district Nové Mesto nad Váhom.
Haluzice telt 67 inwoners.